# Jorge Insunza Becker
Jorge Insunza Becker (Villarrica, 21 de abril de 1936-17 de marzo de 2019) fue un ingeniero y político chileno. Militante del Partido Comunista, se desempeñó como diputado de la República en dos periodos, entre 1969 y 1973. Era el padre del exministro Jorge Insunza Gregorio de las Heras.

## Biografía

### Familia y estudios
Sus padres fueron Jorge Renato Insunza Barrios y Raquel Becker Duhau. Estudió en el Liceo Alemán del Verbo Divino y en el Instituto Nacional José Miguel Carrera. Más tarde se titularía de ingeniero civil en la Universidad de Chile.
Se casó con Magda Gregorio de Las Heras y, en segundo matrimonio, con Sylvia Irene Rojas Cavieres. Tenía cinco hijos, entre ellos Jorge, quien fue diputado del Partido por la Democracia y ministro secretario general de la Presidencia, y Carlos, que fue presidente de la Agrupación Nacional de Empleados Fiscales (ANEF).

### Vida política
A principios de los años 50, cuando el Partido Comunista de Chile estaba ilegalizado por la ley maldita, entra a militar a las Juventudes Comunistas de Chile. Mientras estudiaba ingeniería en la Universidad de Chile, continúo su militancia, incluso encabezando listas para la FECH. Más tarde trabajaría como académico e investigador en la misma Escuela de Ingeniería.  
En 1963 es llamado por el Partido a asumir la dirección del diario El Siglo. Desde 1965 hasta el año 2015 integra la comisión política, en diferentes funciones y como responsable de diferentes frentes de trabajo, destacando públicamente como parlamentario elegido desde 1969 por la provincia de O'Higgins, reelecto en 1973 por el tercer distrito de Santiago, periodo que no pudo completar debido al golpe de Estado de ese mismo año, que lo obligó al exilio durante la dictadura militar.
Fue responsable de la propaganda del comando de Salvador Allende, candidato de la Unidad Popular, en la elección presidencial de 1970.
Tras regresar a Chile, participó sin éxito como candidato en las elecciones parlamentarias de 1989, 1993, 1997, 2001 y 2005, y en las elecciones municipales de 1996.
En octubre de 2004, ingresó como miembro de la asamblea de socios de la Corporación Universidad Arcis. Posteriormente, fue elegido como uno de los siete miembros del directorio de dicha universidad. En diciembre de 2013, Insunza renunció al directorio de la universidad.

## Historial electoral

### Elecciones parlamentarias de 1973
- Elecciones parlamentarias de 1973 para el Tercer Distrito de Santiago, Puente Alto[5]

### Elecciones parlamentarias de 1989
- Elecciones parlamentarias de 1989 a Senador por la Circunscripción 4 (Coquimbo)[6]

### Elecciones parlamentarias de 1993
- Elecciones parlamentarias de 1993 a Diputado por el distrito 9 (Combarbalá, Canela, Illapel, Los Vilos, Punitaqui, Salamanca y Monte Patria)[7]

### Elecciones municipales de 1996
- Elecciones municipales de 1996, para la alcaldía de Santiago[8]

### Elecciones parlamentarias de 1997
- Elecciones parlamentarias de 1997 a Diputado por el distrito 9 (Combarbalá, Canela, Illapel, Los Vilos, Punitaqui,  Salamanca  y Monte Patria)[9]

### Elecciones parlamentarias de 2001
- Elecciones parlamentarias de 2001 a Diputado por el distrito 9 (Combarbalá, Canela, Illapel, Los Vilos, Punitaqui,  Salamanca  y Monte Patria)[10]

### Elecciones parlamentarias de 2005
- Elecciones parlamentarias de 2005 a Diputado por el distrito N.°17 (Conchalí, Huechuraba y Renca)[11]